# Магне Сімонсен
Магне Сімонсен (норв. Magne Simonsen, нар. 13 липня 1988) — норвезький футболіст, захисник клубу «Молде».
Виступав за норвезькі клуби «Люн», «Аскер» та «Молде», ставши з останнім володарем Кубка Норвегії та дворазовим чемпіоном Норвегії. Також грав за молодіжну збірну Норвегії.

## Клубна кар'єра
У дорослому футболі дебютував 2006 року виступами за команду клубу «Люн», в якому провів один сезон, взявши участь лише у 6 матчах чемпіонату. Не маючи достатньої ігрової практики, на першу половину сезону 2007 року був відданий в оренду в клуб третього дивізіону «Аскер».
В серпні 2007 року повернувся до клубу «Люн», в якому з наступного сезону став основним гравцем.
До складу клубу «Молде» приєднався на початку 2010 року. Разом з командою 2011 та 2012 року досяг історичних двох поспіль перемог у національному чемпіонаті, а 2013 року виграв з командою кубок Норвегії. Всього встиг відіграти за команду з Молде 72 матчі в національному чемпіонаті.

## Виступи за збірні
2004 року дебютував у складі юнацької збірної Норвегії, взяв участь у 20 іграх на юнацькому рівні, відзначившись 2 забитими голами.
Протягом 2008–2010 років залучався до складу молодіжної збірної Норвегії. На молодіжному рівні зіграв у 17 офіційних матчах.

## Статистика виступів

### Статистика клубних виступів
| Сезон             | Клуб              | Чемпіонат         | Чемпіонат | Чемпіонат | Національний кубок | Національний кубок | Національний кубок | Континентальні кубки | Континентальні кубки | Континентальні кубки | Суперкубок | Суперкубок | Суперкубок | Усього | Усього |
| Сезон             | Клуб              | Ліга              | Ігор      | Голів     | Ліга               | Ігор               | Голів              | Ліга                 | Ігор                 | Голів                | Ліга       | Ігор       | Голів      | Ігор   | Голів  |
| ----------------- | ----------------- | ----------------- | --------- | --------- | ------------------ | ------------------ | ------------------ | -------------------- | -------------------- | -------------------- | ---------- | ---------- | ---------- | ------ | ------ |
| 2006              | «Люн»             | Т                 | 6         | 1         | КН                 | 1                  | 0                  | КУЄФА                | 0                    | 0                    | —          | —          | —          | 7      | 1      |
| 2007              | «Аскер»           | 2Д (ІІІ)          | ?         | ?         | КН                 | ?                  | ?                  | —                    | —                    | —                    | —          | —          | —          | ?      | ?      |
| 2007              | «Люн»             | Т                 | 7         | 1         | КН                 | 0                  | 0                  | —                    | —                    | —                    | —          | —          | —          | 7      | 1      |
| 2008              | «Люн»             | Т                 | 23        | 0         | КН                 | 3                  | 1                  | —                    | —                    | —                    | —          | —          | —          | 26     | 1      |
| 2009              | «Люн»             | Т                 | 29        | 0         | КН                 | 3                  | 0                  | —                    | —                    | —                    | —          | —          | —          | 32     | 0      |
| Усього за «Люн»   | Усього за «Люн»   | Усього за «Люн»   | 65        | 2         |                    | 7                  | 1                  |                      | 0                    | 0                    |            | —          | —          | 72     | 3      |
| 2010              | «Молде»           | Т                 | 24        | 0         | КН                 | 3                  | 1                  | ЛЄ                   | 4                    | 0                    | —          | —          | —          | 31     | 1      |
| 2011              | «Молде»           | Т                 | 25        | 1         | КН                 | 4                  | 0                  | —                    | —                    | —                    | —          | —          | —          | 29     | 1      |
| 2012              | «Молде»           | Т                 | 14        | 1         | КН                 | 4                  | 0                  | ЛЧ+ЛЄ                | 2+5                  | 0                    | СН         | 1          | 0          | 26     | 1      |
| 2013              | «Молде»           | Т                 | 9         | 0         | КН                 | 4                  | 1                  | ЛЧ+ЛЄ                | 1+0                  | 0                    | —          | —          | —          | 14     | 1      |
| Усього за «Молде» | Усього за «Молде» | Усього за «Молде» | 72        | 2         |                    | 15                 | 2                  |                      | 12                   | 0                    |            | 1          | 0          | 100    | 4      |
| Усього            | Усього            | Усього            | 142+      | 0+        |                    | 15+                | 3+                 |                      | 12                   | 0                    |            | 1          | 0          | 165+   | 7+     |

## Титули і досягнення
- Чемпіон Норвегії (2):

«Молде»: 2011, 2012
- Володар Кубка Норвегії (1):

«Молде»: 2013